# Cormelles-le-Royal
Cormelles-le-Royal è un comune francese di 4 682 abitanti situato nel dipartimento del Calvados nella regione della Normandia.

## Società

### Evoluzione demografica
Abitanti censiti